# فضاء غربي

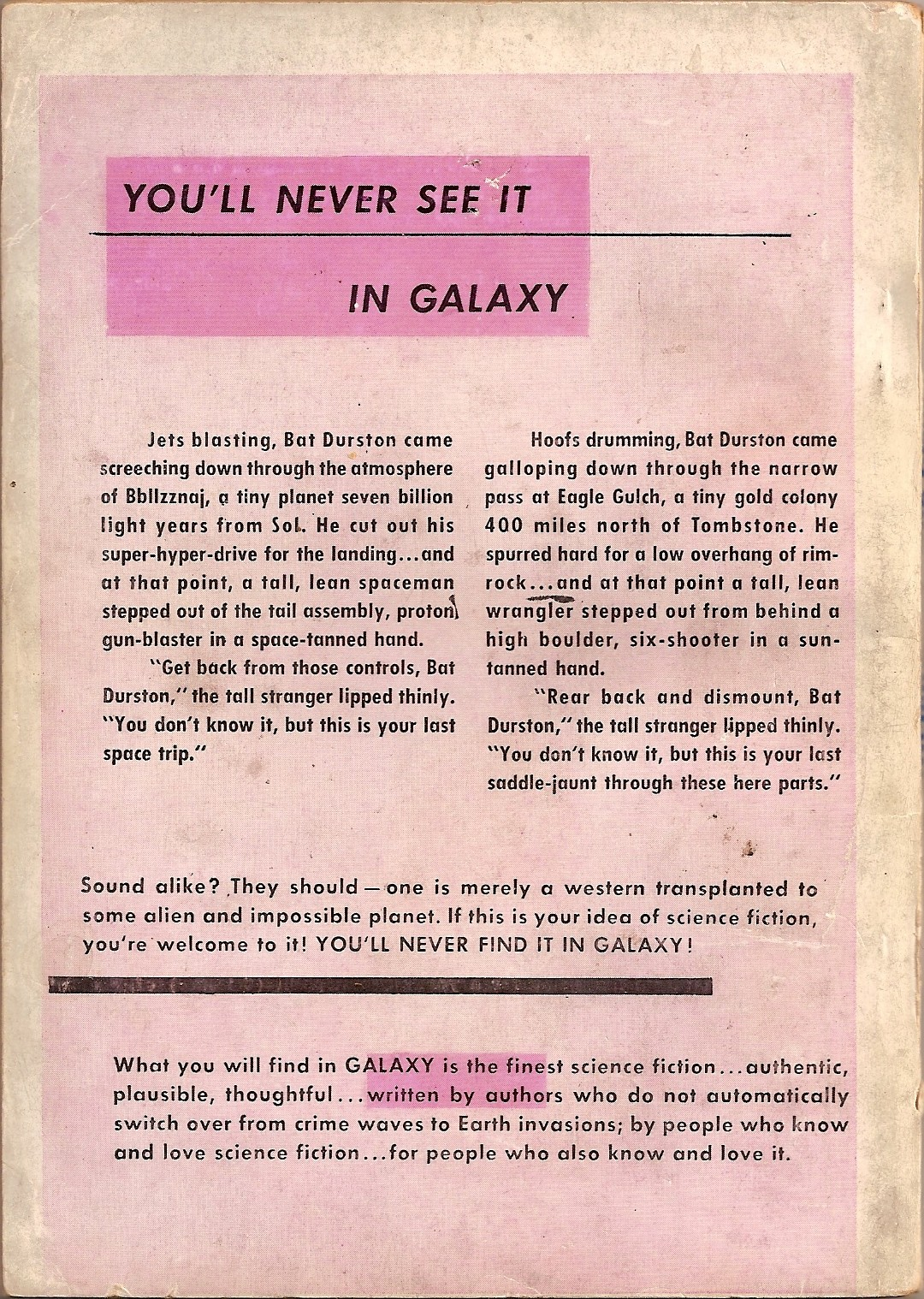
الغلاف الخلفي لكتاب Galaxy Science Fiction، أكتوبر 1950.

فضاء غربي هو نوع فرعي من الخيال علمي تستخدم مواضيع واستعارات الغرب أمريكي في قصص الخيال العلمي.
ألعاب مثل ستار كرافت، فول أوت وذا أوتر ورلدز قامت بأشهار نوع الفضاء الغربي.ومن المسلسلات وست وورلد،الماندلوري،ذا إكسبانس وفايرفلاي ومن الأفلام سولو: قصة من حرب النجوم وروج ون: قصة من حرب النجوم.